# Poseștii-Pământeni, Prahova
Poseștii-Pământeni este satul de reședință al comunei Posești din județul Prahova, Muntenia, România.